# Colocleora suffumosa
Colocleora suffumosa är en fjärilsart som beskrevs av Louis Beethoven Prout 1938. Colocleora suffumosa ingår i släktet Colocleora och familjen mätare. Inga underarter finns listade i Catalogue of Life.